# 9080 Takayanagi
9080 Takayanagi este o planetă minoră (asteroid), cu un diametru de 11,04 km, din centura de asteroizi. A fost descoperită pe 2 octombrie 1994 la Kitami Observatory⁠(d) de Kin Endate. 
Obiectul prezintă o orbită caracterizată de o semiaxă mare de 3,13903 UAi, o excentricitate de 0,12, o înclinație de 7,27079 ° în raport cu ecliptica.